# Werner Kunzenmann
Werner Kunzenmann (* 22. September 1920 in Innsbruck; † 19. September 2012 ebenda) war ein österreichischer Verleger, Publizist und Diakon. Er leitete von 1974 bis 1981 den Tyrolia Verlag in Innsbruck.

## Leben
Kunzenmann wurde nach der Matura in die Wehrmacht eingezogen. Bis 1946 verblieb er in US-amerikanischer Kriegsgefangenschaft. Danach studierte er Philosophie an der Universität Innsbruck; 1952 wurde er über „Das Erwachen und die Entwicklung des religiösen Bewußtseins“ zum Dr. phil. promoviert.
Bereits 1948 trat er in die Werbeabteilung der katholischen Wochenzeitung Der Volksbote in Innsbruck ein, die seit 1946 wieder erschien und sich nun gesamtösterreichisch ausbreitete. Kunzenmann war Cheflektor des Innsbrucker Tyrolia Verlags; 1969 wurde er stellvertretender und von 1974 bis 1981 war er Verlagsdirektor unter dem Generaldirektor Georg Schiemer. Im Jahre 1976 wurde er in den Vorstand der Verlagsanstalt Tyrolia Gesellschaft m.b.H. berufen, die seit 1969 in der Exlgasse residierte.
Bereits 1971 wurde er zu einem der ersten Diakone der Diözese Innsbruck geweiht. Nach seinem Ausstieg bei Tyrolia studierte er Theologie; 1984 erschien seine Innsbrucker Diplomarbeit: „Der Ständige Diakonat in Österreich“. Von 1984 bis 1992 leitete er die Redaktion und die Verwaltung der Sonntagszeitung für die Diözese Innsbruck Kirche. Im Jahre 1993 begründete er den diözesanen Buchverlag Kirche. In diesem erschienen siebzehn Werke, darunter eine Dokumentation über den Provikar Carl Lampert.
Er war Vorstandsmitglied des Österreichischen Nationalinstituts und Reserveoffizier des zweiten Bundesheeres, zuletzt im Dienstgrad eines Oberstleutnants der Reserve. Er veröffentlichte u. a. wehrpolitische und staatsbürgerliche Beiträge.
Kunzenmann war verheiratet und Vater von sieben Kindern.

## Auszeichnungen
- Päpstlicher Gregoriusorden
- Päpstlicher Silvesterorden
- Goldenes Ehrenzeichen Diözese Innsbruck
- 1970: Staatspreis für publizistische Leistungen im Interesse der Geistigen Landesverteidigung

## Schriften (Auswahl)
- (Hrsg.): Tirol. Erbe und Auftrag. Zum Gedenkjahr 1959. Tyrolia-Verlag, Innsbruck u. a. 1959. (Katholikentag-Festschrift)
- (Hrsg.): Im Fremdendienst. Taschenbuch für Saisonarbeiterinnen und Angestellte im Hotel- und Gaststättengewerbe. Tyrolia-Verlag, Innsbruck u. a. 1960.
- (Hrsg.): Österreich, mein Vaterland. Ein Taschenbuch für junge Staatsbürger. Tyrolia-Verlag, Innsbruck u. a. 1964.
- (Hrsg.): Soldaten-Taschenbuch. Einführung in den österreichischen Wehrdienst. Ein Behelf für Ausbildung, Unterricht und Einsatz. Mit einem staatsbürgerkundlichen, militärischen und ethischen Teil. 14. Auflage, Tyrolia-Verlag, Innsbruck u. a. 1979, ISBN 3-7022-1309-0. (Erstveröffentlichung 1957)
- Tschenstochau. Jasna Góra Cze̜stochowa. Die Wallfahrt zur Schwarzen Madonna auf dem Hellen Berge. Veritas-Verlag, Linz u. a. 1983, ISBN 3-85329-365-4.
- (Red.): Petrus Canisius. Er bewegte den Erdteil. Hrsg. durch die Diözese Innsbruck, Pfarre Petrus Canisius, Innsbruck 1994, ISBN 3-9014-5051-8.
- (Red.): Judenstein. Das Ende einer Legende. Dokumentation. Hrsg. durch die Diözese Innsbruck, Redaktion Kirche, Innsbruck 1995, ISBN 3-9014-5052-6.
- (Red.): Zeuge in gnadenloser Zeit. Provikar Dr. Carl Lampert. Dokumentation. Hrsg. durch die Diözese Feldkirch, Verlag Kirche, Innsbruck 1999, ISBN 3-9014-5058-4.